# Rotala verdcourtii
Rotala verdcourtii är en fackelblomsväxtart som beskrevs av A. Fernandes. Rotala verdcourtii ingår i släktet Rotala och familjen fackelblomsväxter. Inga underarter finns listade i Catalogue of Life.